# 格貝利

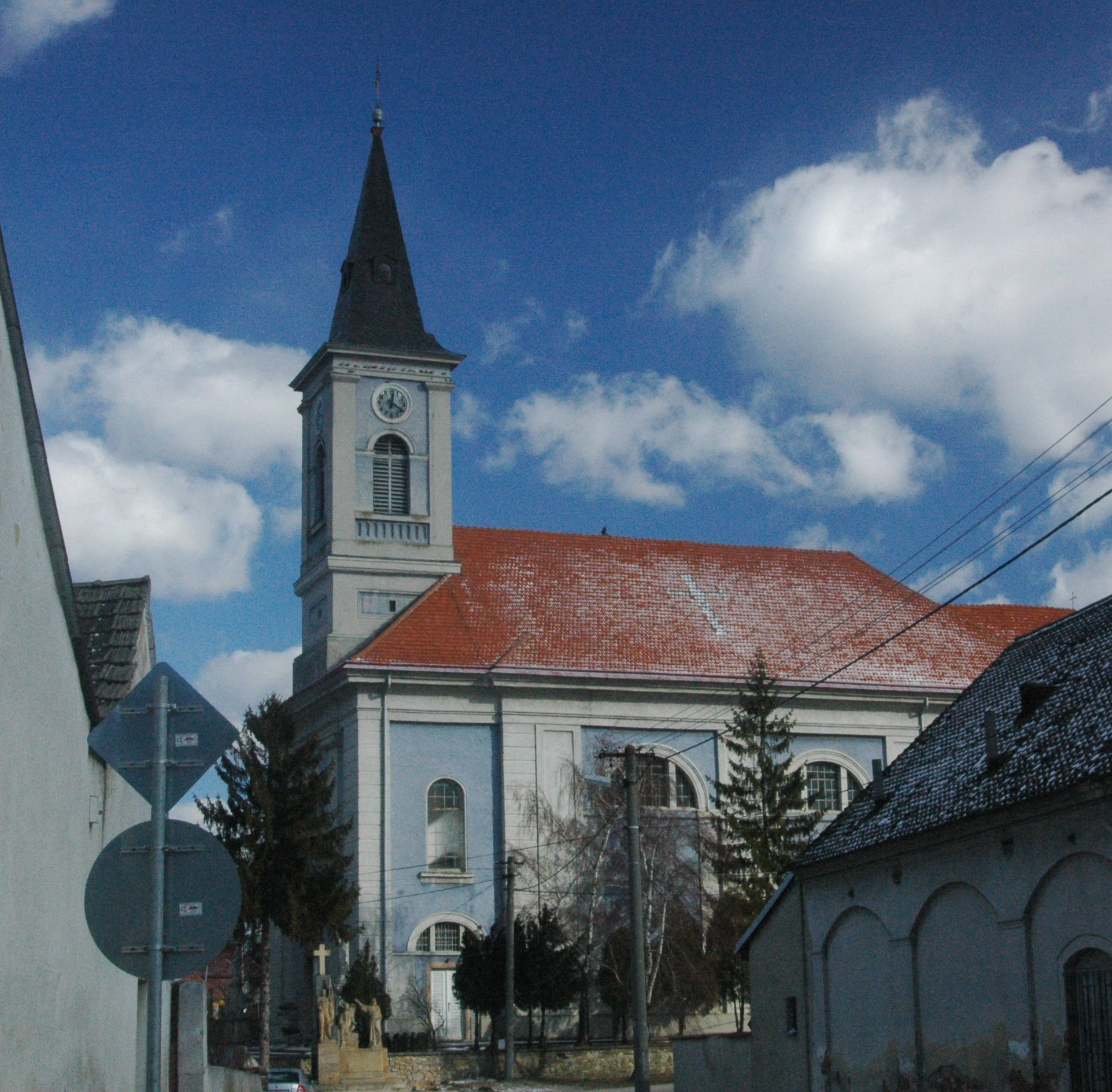

格貝利是斯洛伐克的城鎮，位於該國西部，由特爾納瓦州負責管轄，面積59.95平方公里，海拔高度190米，2005年人口5,149，其中九成居民信奉羅馬天主教。

## 外部連結
- Town website （页面存档备份，存于） （斯洛伐克文）